# 野球タイ王国代表
野球タイ王国代表（Baseball Thailand National Team）は、タイ王国における野球のナショナルチームである。

## 概説
2006年のアジアン・ベースボール・カップで2位につけ、北京五輪野球アジア予選ともなる第24回アジア野球選手権大会の一次リーグに進出。
2006年アジア競技大会では日本などの強豪国に力負けするものの、フィリピンを下し、5位になるなど確実に力をつけている。
2007年7月には、評論家の江本孟紀を総監督に迎えた。江本は現地に赴いて指導をするスタイルでの指揮は執らず、日本とタイとのパイプ役となり、タイの野球強化に向けて活動している。監督には元南海の寺岡孝、ピッチングコーチには元阪神の渡辺博敏と元横浜の河原隆一が、また、トレーナーには横浜で杉田接骨院を経営する杉田一寿が就任するなど､日本式でのチーム強化が進められている｡
同年11月には、台湾で行われたIBAFワールドカップに中国の代わりに出場したが、予選リーグで敗退した。
同年のアジア野球選手権では、予選リーグ突破の有力候補に挙げられた。予選リーグ香港戦では、IBAFが承認していないバットを使ったとして、「イリーガルバット」でアウトになるシーンがあったが、試合は8 - 4で勝利した。パキスタン戦で敗退、フィリピンに引き分けで予選リーグ突破はならなかった。
2007年の東南アジア競技大会では、決勝でフィリピンに勝ち優勝。金メダルを獲得した。
2009年のアジアン・ベースボール・カップでは初戦でスリランカに敗れるなど5位に終わった。
2012年の第3回WBCの予選に参加した。母親の国籍から元メジャーリーガーのジョニー・デイモンも代表に参加した。結果はフィリピンとニュージーランドに2連敗して予選敗退した。
近年急浮上し、東南アジアの中でも新興国の部類に入る。フィリピンに匹敵するほどの力をつけているが、全体的にレベルが上がっているとは単純には言い難い部分もある。チームのスタイルは日本人監督の影響もあり日本の高校野球に近い。代表メンバー国内のアマリーグで仕事の傍らプレーする社会人と大学生が中心。日本に野球留学する選手も一部にはいる。

## 国際大会

### ワールド・ベースボール・クラシック
| 回 | 年   | 開催地                                                                       | 順位     |
| -- | ---- | ---------------------------------------------------------------------------- | -------- |
| 1  | 2006 | アメリカ合衆国の旗 · 日本の旗 · プエルトリコの旗                             | 不参加   |
| 2  | 2009 | アメリカ合衆国の旗 · 日本の旗 · プエルトリコの旗 · メキシコの旗 · カナダの旗 | 不参加   |
| 3  | 2013 | アメリカ合衆国の旗 · 日本の旗 · プエルトリコの旗 · 中華民国の旗              | 予選敗退 |
| 4  | 2017 | アメリカ合衆国の旗 · 日本の旗 · 大韓民国の旗 · メキシコの旗                  | 不参加   |
| 5  | 2023 | アメリカ合衆国の旗 · 日本の旗 · 中華民国の旗                                 | 不参加   |
| 6  | 2026 |                                                                              |          |

### オリンピック
| 回 | 年   | 開催地     | 順位     |
| -- | ---- | ---------- | -------- |
| 26 | 1992 | バルセロナ | 予選敗退 |
| 27 | 1996 | アトランタ | 予選敗退 |
| 28 | 2000 | シドニー   | 予選敗退 |
| 29 | 2004 | アテネ     | 予選敗退 |
| 30 | 2008 | 北京       | 予選敗退 |
| 33 | 2021 | 東京       | 予選敗退 |

### WBSCプレミア12
| 回 | 年   | 開催地                                                | 順位         |
| -- | ---- | ----------------------------------------------------- | ------------ |
| 1  | 2015 | 日本の旗 · 中華民国の旗                               | 参加資格無し |
| 2  | 2019 | 日本の旗 · 中華民国の旗 · 大韓民国の旗 · メキシコの旗 | 参加資格無し |
| 3  | 2024 | 日本の旗 · 中華民国の旗 · メキシコの旗                | 参加資格無し |

## 歴代監督
- 渡辺博敏
- 寺岡孝
- 徳永政夫
- 上野正忠[1]

## 歴代代表選手
- 白倉キッサダー：投手
- スティキアット・ブンナム：内野手
- スパラッ・ティーパカコーンノ：外野手
- 良藤有泰:外野手